# T. D. Jakes
T. D. Jakes (teljes nevén Thomas Dexter Jakes) (South Charleston, Nyugat-Virginia, 1957. június 9. –) amerikai lelkész, prédikátor, vállalkozó. Ő vezeti a The Potter's House nevű, felekezetektől független gyülekezetet a texasi Dallasban, amelynek közössége 30 000 tagot számlál. Istentiszteleteit a The Potter's Touch műsor keretein belül közvetíti számos amerikai tévécsatorna és egy kanadai adó is. Évente megrendezi a MegaFest fesztivált, amely 100 000 körüli látogatót vonz, valamint a Woman Thou Art Loosed című női konferenciát. Gospel zenei felvételeket is szervez.
2009. január 20-án ő vezette a reggeli imát Barack Obama számára a washingtoni Szent János-templomban.

## Magyarul
- Keneted áradjon. Hogyan vegyük a Szent Szellem erejét; ford. Surjányi Csaba; Hit Gyülekezete, Bp., 1999
- Ezredvégi példabeszédek. Hogyan hozzuk ki a maximumot életünk minden pillanatából?; ford. Surjányi Csaba; Új Spirit Könyvek, Bp., 2000
- Hagyd, hogy férfi legyen!; ford. Géczi Károly; Immanuel Alapítvány, Szombathely, 2001
- Mielőtt megtennéd. Hozz jó döntéseket, amelyeket nem fogsz megbánni!; ford. Juhász Gergely Ákos; Édesvíz, Bp., 2012
- Istenem, miért? Azért, mert kiválasztott vagy!; ford. Nikodém Noémi; Keresztyén Média UCB Hungary Alapítvány, Kiskőrös, 2018
- Segítség! Elbuktam, és nem tudok felállni!; ford. Nikodém Noémi; Keresztyén Média UCB Hungary Alapítvány, Kiskőrös, 2018

## Fordítás
- Ez a szócikk részben vagy egészben a T. D. Jakes című angol Wikipédia-szócikk ezen változatának fordításán alapul.  Az eredeti cikk szerkesztőit annak laptörténete sorolja fel. Ez a jelzés csupán a megfogalmazás eredetét és a szerzői jogokat jelzi, nem szolgál a cikkben szereplő információk forrásmegjelöléseként.